# Hagen (Holstein)
Hagen település Németországban, Schleswig-Holstein tartományban. Lakosainak száma 472 fő (2023. december 31.).

## Népesség
A település népességének változása:
| Lakosok száma | 316  | 488  | 488  | 491  | 485  | 472  |
|               | 1975 | 2017 | 2019 | 2021 | 2022 | 2023 |